# Японское общество прав авторов, композиторов и издателей
Японское общество прав авторов, композиторов и издателей (яп. 社団法人日本音楽著作権協会) JASRAC — японское коллективное авторское общество. Оно был основано в 1939 году как некоммерческая организация и является крупнейшим обществом в Японии по защите авторских прав музыкантов.

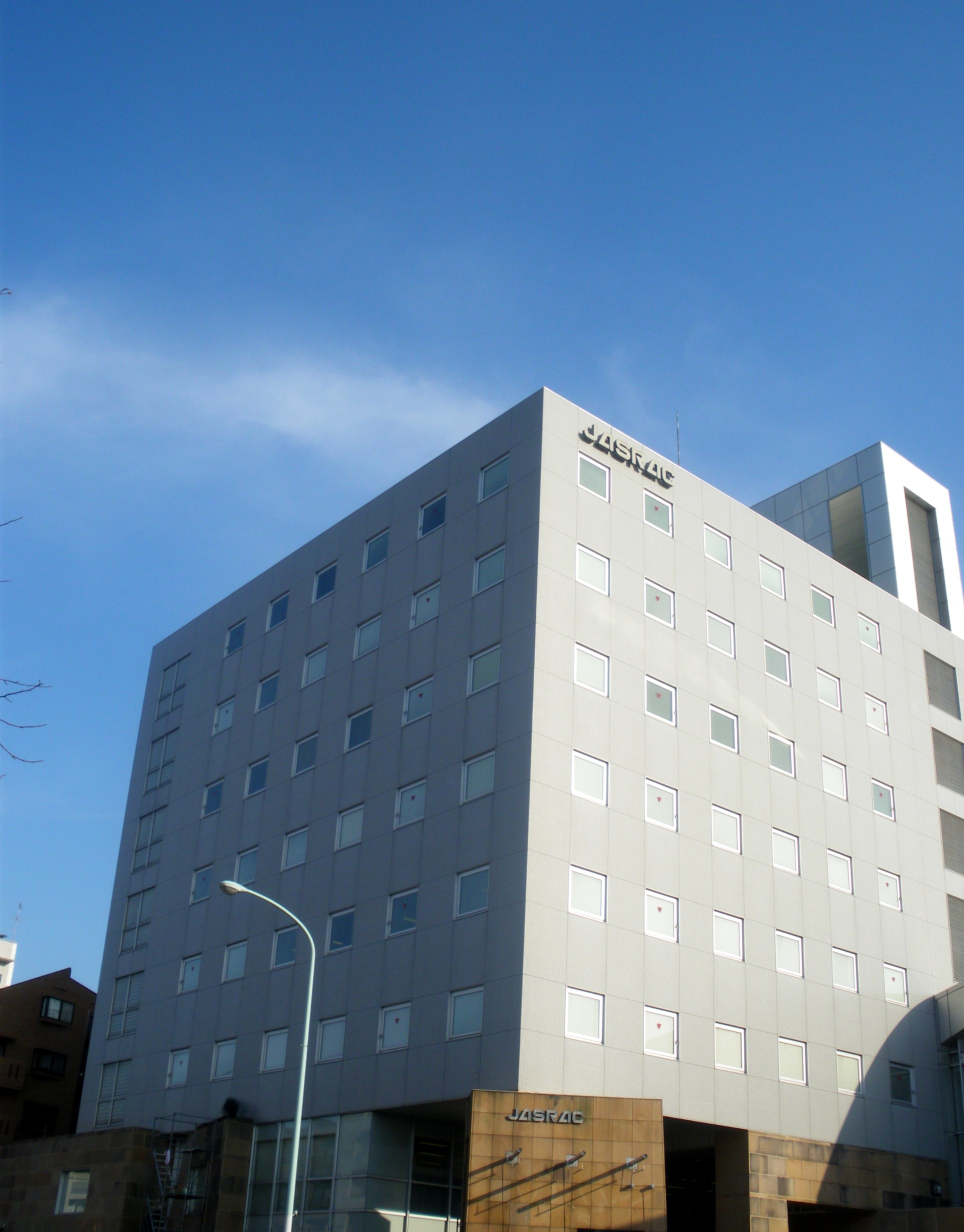
Здание Японского общества прав авторов, композиторов и издателей в Токио

Генеральным директором Японского общества прав авторов, композиторов и издателей (JASRAC) является Мамору Като (Mamoru Kato). Штаб квартира общества находится в Токийском районе Сибуя.
JASRAC имеет филиалы во всех крупных городах Японии. В компании работает 500 сотрудников, на 2007 год представлявших интересы более чем 13000 клиентов. Под защитой общества JASRAC насчитывается более 7 миллионов авторских произведений. В 1982 году JASRAC учредило награды успешным артистам, как японским, так и зарубежным.
В 2006 году JASRAC обратилась в суд с иском, касающимся около 30000 видеороликов с песнями или клипами, по причине нарушения авторских прав компаний Sony Music Entertainment Japan, Avex, Pony Canyon, JVC, Warner Music Group, Toy’s Factory и Universal Music Group и требованием удаления роликов из YouTube. В феврале 2007 года в Токио состоялась встреча представителей YouTube, JASRAC и 24 компаний, обратившихся с жалобами. Были обсуждены предлагаемые меры для устранения нарушений авторских прав. Среди принятых мер были введены предупреждения о нарушениях на японском языке при загрузке видео.

## Критика
В апреле 2008 года комиссия Fair Trade Commission (FTC) проводила проверку штаб-квартиры общества в Токио по подозрению в нарушении японского антимонопольного законодательства. В феврале 2009 года комиссия вынесла заключение, что Японское общество прав авторов, композиторов и издателей чинит препятствия тому, чтобы другие компании занимались аналогичной деятельностью.
Согласно заключению комиссии, радио и телевизионным станциям разрешалось неограниченное пользование заявленной по авторским правам JASRAC музыкой за фиксированную плату в размере в 1,5 % от их годовой выручки.
1 ноября 2013 года Токийский высокий суд объявил, что взимаемая JASRAC плата препятствуют конкуренции в отрасли и делает чрезвычайно трудным для других организаций вход на этот рынок.

## Примечание
1. ↑  Corporate Profile | About JASRAC | JASRAC. Дата обращения: 29 февраля 2016. Архивировано 4 марта 2016 года.
2. ↑  YouTube erases clips per Japan media demand. zdnet. Дата обращения: 28 декабря 2006. Архивировано 28 ноября 2006 года.
3. ↑  Court nixes FTC order on music copyright fees. The Japan Times. Japan: The Japan Times Ltd. 4 ноября 2013. p. 2.